# 氣旋哈米甚
強烈熱帶氣旋哈米甚（英語：Severe Tropical Cyclone Hamish）是一個於2009年3月對昆士蘭州及昆士蘭州外的珊瑚海大堡礁造成廣泛破壞的超強氣旋，也是2008－2009年澳洲地區熱帶氣旋季（2008–09 Australian region cyclone season）的第8個獲命名風暴。哈米甚在3月4日於接近约克角半岛附近的一個低压區形成，翌日氣旋急速發展，成為澳洲熱帶氣旋等級的一級氣旋。氣旋風眼於3月6日開始形成，氣旋等級進一步升至三級。同日深層對流包圍風眼，哈米甚的風力再次增強，於3月7日傍晚增強至五級氣旋。哈米甚於3月8日繼續向東南方向移動，不久後最接近陸地。氣旋在3月11日減弱並轉向西北方向移動，不久之後減弱為殘餘低氣壓，最終於3月14日消散。

## 氣象歷史
2009年3月4日，氣旋在洛克哈特河以東的珊瑚海上空形成。氣旋逐漸向西邊漂移，並於之後發展出對流雨带。哈米甚正處於海溫較高的環境中，受惠於風切變弱及高空輻散良好的大氣條件而迅速增強。翌日，氣旋頂部產生反氣旋令外流流出，此時系統的對流開始沿其中心環繞，聯合颱風警報中心在同一時間發出熱帶氣旋形成警報。數小時後，澳洲氣象局將本低氣壓命名為熱帶氣旋哈米甚。氣旋其後向南移動，面向位於東面的中層脊向南下行。不久後，聯合颱風警報中心開始對其進行熱帶風暴程度監測。
哈米甚被評定為熱帶氣旋之後不久，哈米甚開始快速增强，並急速強化成為強烈熱帶氣旋，氣旋在3月6日的風速高達120每小時（75英里每小時）。深層對流持續在一個清晰的低氣壓中心周圍發展，哈米甚的威力進一步加強。此外，衛星圖像顯示，風眼已經開始在風暴內部形成。受澳洲東部的高壓脊和中部的低壓槽限制，氣旋無法西移動，使氣旋開始朝東南方穩定行進。根據3月7日的雷達觀測，哈米甚的風眼直徑約28（17英里）。不久之後，氣旋進一步加強為澳洲強度等級的5級氣旋，乃自2007年熱帶氣旋喬治以來首見。當天稍晚，熱帶氣旋哈米甚已達頂峰強度，風速高達215每小時（134英里每小時），觀測到中心最低氣壓約為924百帕（百帕，27.29英寸汞柱）氣壓。聯合颱風警報中心所評估的中心最高持續風速相當於薩菲爾-辛普森颶風風力等級中的五級颶風，一分鐘的持續風速峰值估計約為250每小時（160英里每小時）。

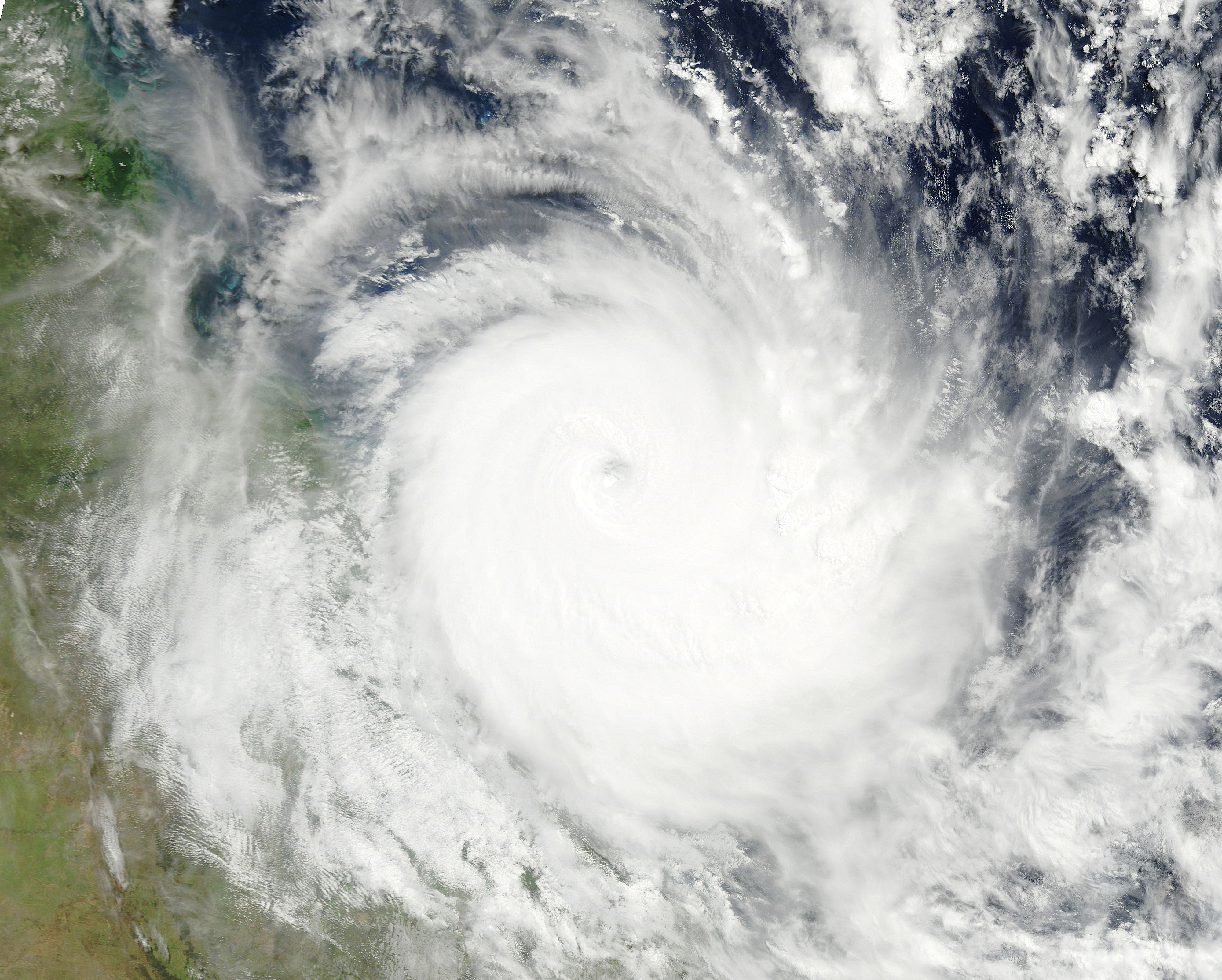
哈米甚在3月8日最靠近陸地範圍

哈米甚在巔峰的時期依然是小型的氣旋，氣旋七級風暴風圈約為440（270英里），而其閉合等壓線半徑約為260（160英里）。哈米甚維持了大約24小時的5級氣旋等级後，因風切變在澳洲沿海地區的增加，哈米甚開始減弱。3月8日下午，哈米甚進入眼壁更替週期，以致它在其後幾天一直維持四級氣旋之強度。由於從澳洲西部而來的低壓槽逼近，風切變持續增加，哈米甚在3月10日出現穩定減弱的跡象。翌日，哈米甚受到西側與南側的氣流，與東北側弱高壓脊所形成的西北側導引氣流相互影響下，以致於哈米甚的移動速度減慢，哈米甚因而在3月11日減弱至強烈熱帶氣旋強度以下。
在3月11日整天，哈米甚的中心上空已無對流重新發展，聯合颱風警報中心發出關於哈米甚的最後一次警報。澳洲氣象局在大約同一時間評定並宣布哈米甚已減弱成為殘餘低氣壓；然而氣旋受其南部的高壓脊影響，轉至趨向西北方向，氣象局仍繼續監測其殘餘低氣壓。哈米甚的殘餘系統於其後數天以不穩定的路径向西北折返，最終於3月14日消散。哈米甚亦從未在澳洲陸地區域登陸。

## 防災準備措施

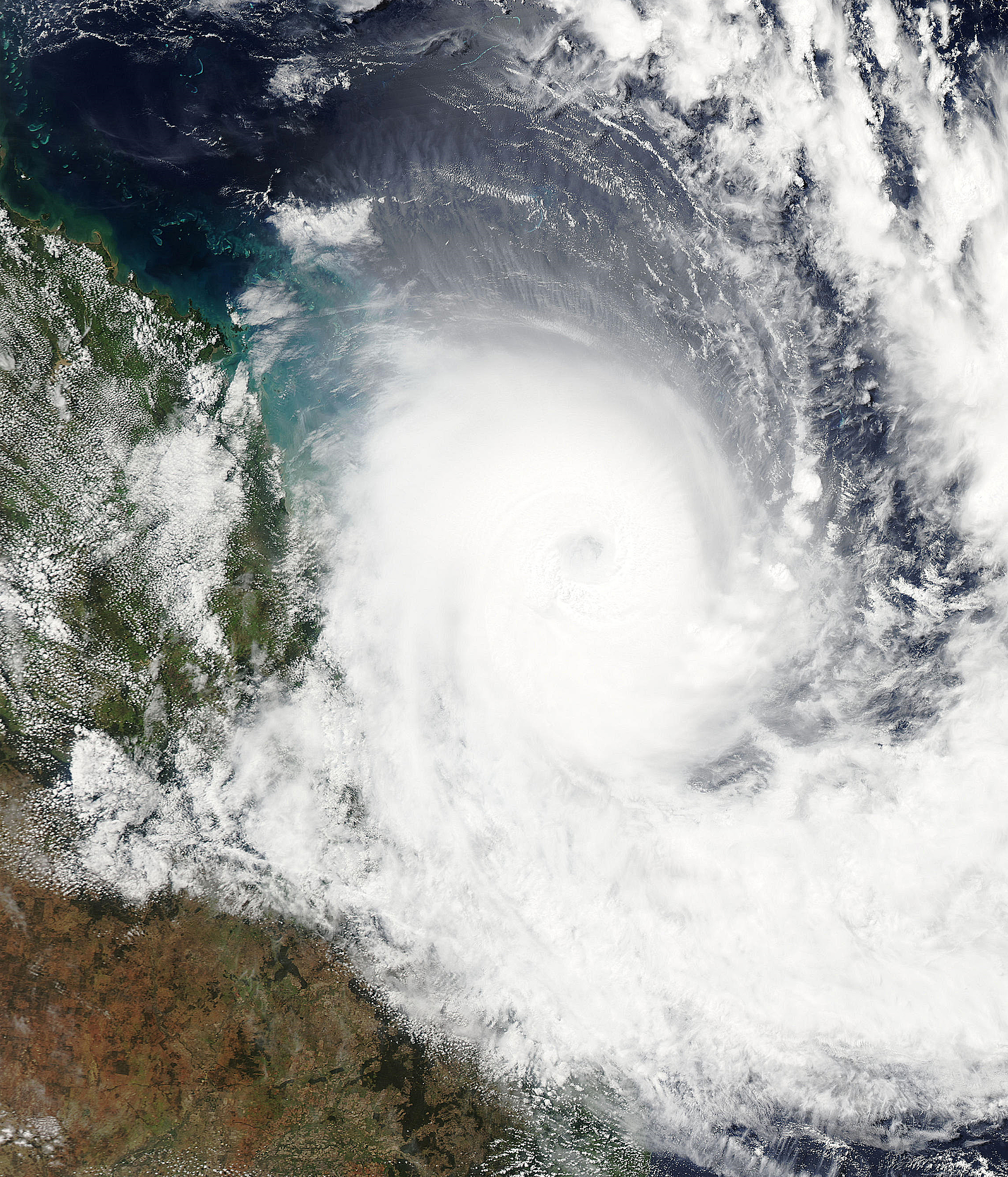
3月9日，哈米甚在東北部的昆士蘭州沿海一帶出沒

哈米甚在3月4日形成熱帶低氣壓後，澳洲當局向昆士蘭州梅爾維爾角與寶雲之間的區域發出對哈米甚的氣旋警報。翌日接近清晨時，當局又向由梅爾維爾角至卡德威爾之間的區域發出氣旋警報，氣旋警報的範圍也擴展至海曼島，之後更擴展至麥凱及聖勞倫斯。隨著哈米甚與海岸線呈平行並沿之移動，當局監視和警報的範圍向南伸展。梅爾維爾角與弗拉特里角之間的警報在3月6日上午取消，同時對弗拉特里角至露絲達之間的地區發出新的氣旋警報。哈米甚的外圍環流挾帶大雨，導致當局對庫克敦至汤斯维尔內的地區發出洪水及水浸警報。
3月7日，時任的昆士蘭州州長安娜·比利緊急簽署防災聲明，允許澳洲官員在受風暴威脅最大的地區撤離居民，確保居民處於最安全的地方。昆士蘭州政府建議居民採取一切必要行動及作好防風準備，有需要時在短時間內撤離。然而哈米甚直接經過的海曼島沒有進行疏散工作。漢密爾頓島上的約3000名居民和遊客被當局建議在同日入夜前完成防災，島上大部分的船隻被移出水面以免受洶湧海浪侵襲。小型度假島嶼南莫利島和長島內的非必要的工作人員和遊客被當局勸喻離開島嶼，撤離至弗雷澤島上較大型的庇護所。州政府宣佈澳洲東北部沿海地區進入緊急狀態。3月8日，弗雷澤島內估計有1000名遊客開始撤離，同日埃利奧特夫人島及赫倫島亦相繼有撤離行動。離開布里斯班和凱恩斯的火車因暴風雨一度被迫取消。

## 災害影響
哈米甚在3月7日為昆士蘭遠北地區一帶引發傾盆大雨，局部地區雨量至少達到300毫米。位於風暴範圍外的凱恩斯雨量達92毫米。在昆士蘭州當地時間（UTC+10）上午10點至下午2點，沿海城市麥凱錄得148毫米雨量，翌日測得136毫米的雨量。麥凱一帶道路因風暴潮而出現水浸，水深高達6.3米，部分道路被沖毀。據報洪水沒有造成人員傷亡，但有碎片被洪水沖往海裏。據報導，昆士蘭州東南海岸有約二千名居民無電可用。努薩一名海岸警衛隊成員在附近巡邏時因海浪襲擊而遭受重傷。
耶蓬部分地區爆發嚴重洪災，水深高至4.5米，但當局沒有收到嚴重傷亡報告。麥凱的工作人員花了接近一周的時間清除路上碎片，官方宣佈麥凱的損失總額合共達數萬澳元。位於昆士蘭中南部的國際渡假城市陽光海岸海灘遭受嚴重侵蝕，當地有30宗樹木倒塌報告，更有一個碼頭全毀，另一個碼頭半毀。布里比島被嚴重侵蝕，進一步的侵蝕可能會造成島嶼斷裂，形成一條通往普米斯通的浮石通道。黃金海岸進展協會主席米克·格雷厄姆擔心，如果這種情況發生，島嶼和通道的結構可能會改變。在探索海岸，海灘進一步被侵蝕，大量樹木及部分行人道亦遭海浪沖走，當地官員估計有數百萬噸的碎片被沖往水面。

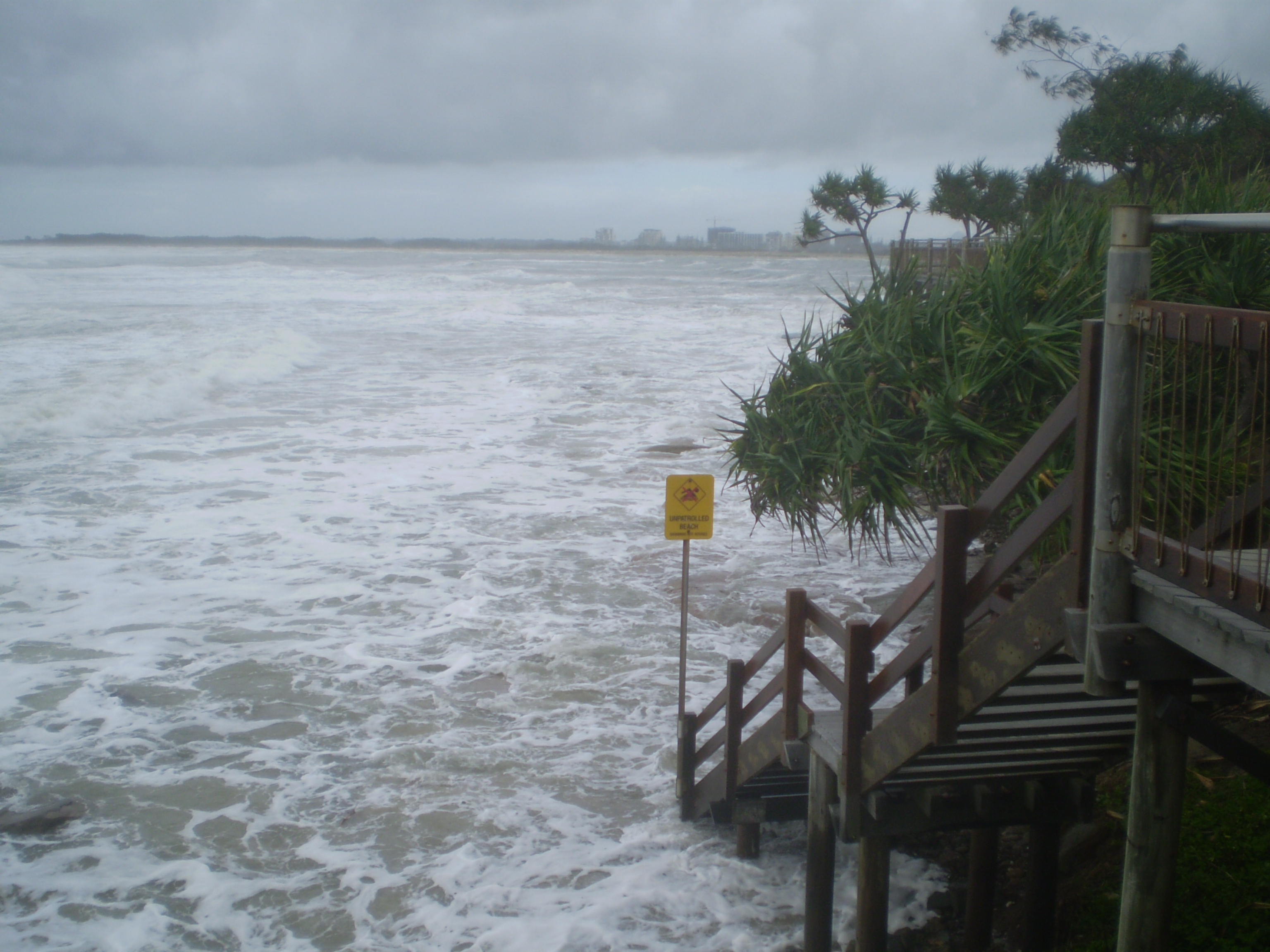
哈米甚令卡隆德拉沿海區域引發洪災

3月9日，一艘以拖網捕魚的漁船在近洛坎普頓海面上遭瘋狗浪捲走，漁船在被捲走前曾發出求救信號。救援團隊試圖尋找三名船員，但受到哈米甚的惡劣天氣而被叫停，延至3月10日恢復搜索。翌日（漁船被捲走後第三日），當局已找到空救生衣和未展開的救生筏，合理推斷兩名失踪漁民已溺水身亡，並停止搜索工作。弗雷澤島受嚴重侵蝕，岩床暴露在外，導致弗雷澤島北部地區幾乎無法進入。澳洲環境保護局表示，在弗雷澤島退潮期間輕型車輛仍可以繼續沿正常路線行駛，但建議繞行另一條需時兩小時的通道。哈米甚對沿海岸線內的地區合共造成6000萬澳元（3880萬美元）的損失。

### 大堡礁
沿昆士蘭海岸線，哈米甚的路徑隨海岸線平行500公里。當時哈米甚的風眼經過大堡礁大部分區域，成為大堡礁近代有史以來最嚴重的破壞。哈米甚對大堡礁的破壞更是在過去的二十年中珊瑚礁內珊瑚大量死亡原因之一。大多數吹襲大堡礁的氣旋都由東向西移動，並只影響大堡礁的一小部分，相反哈米甚幾乎全程繞越珊瑚礁移動。澳洲氣象局估計，大堡礁約有四分之一的地區受到風暴的影響。當哈米甚還是在五級氣旋形態時，部分地區距離哈米甚的風眼在30公里以內。根據暴風後對珊瑚礁的調查，珊瑚遭受廣泛破壞，重災區甚至有七成以上珊瑚受損，大堡礁共有一半的珊瑚受損。部分珊瑚因處於稍有遮擋的地方，幾乎沒有任何損害，其餘幾乎所有裸露的珊瑚都被湍急的水流所破壞。某些地區的珊瑚有活體組織被完全沖毀，只剩下裸露的石灰石。據初步估計，如果沒有任何阻礙生長的因素，珊瑚礁可能需要8至15年的時間才可以完全恢復。
大堡礁內的斯溫斯區一直被認定為珊瑚礁最密集的區域之一，但已幾乎被哈米甚完全摧毀。根據研究顯示，因哈米甚的影響，以表面裸露的珊瑚為主一帶幾乎已沒有珊瑚棲息。於珊瑚礁受嚴重破壞，昆士蘭海產工業協會促請當局將大堡礁納入寶雲與懷德灣之間的災區。之前生活在斯溫斯區的魚類在3月25日起不復棲息。大堡礁海洋公園管理局主席拉塞爾·雷切爾德認為，哈米甚對大堡礁造成的破壞，比近代史上任何其他自然災害都要嚴重。

### 漏油事件

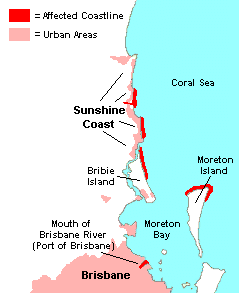
漏油影響地區的地圖

一艘載有約60桶硝酸銨，長183米的貨船太平洋冒險者號，由新南威爾士州的新堡前往印尼途中，經過莫瑞頓角以東約13公里處時遇上哈米甚的風尾所引起之巨浪。該事件發生在一個海洋動物公園附近，該園專為瀕臨滅絕物種提供棲息地。協調世界時3月31日約早上8點15分左右，這些裝有硝酸銨的集裝箱與大量重油一起溢入海中，水面因而變得浮滑。當局試圖控制漏油程度，但海面波動導致他們無法輕易阻止。有環境保護主義者警告，這些重油可能會對當地野生動物做成重大影響。當時貨板上存放着50桶硝酸銨，有31桶墜進海裏，造成船體破損。潛水員檢查船上的洩漏源後發現兩個洞，一個位於水線上方，長10毫米、寬15毫米；第二個則較大，洞口位於船底，約為長一米、寬300毫米。
據估計，有620噸硝酸銨和250噸燃料從船上洩漏出海面。漏出的燃料最初覆蓋了一個長約5.5公里，寬約500米的區域。雖然硝酸銨對環境無害，但學者指出，高濃度的硝酸銨可能導致該地海洋生物窒息。燃料覆蓋範圍繼續進一步擴大，影響到五個海灘（包括陽光海岸），其他地區的部分海灘被迫關閉。3月13日，洩漏燃料範圍覆蓋約40公里的昆士蘭海岸線，有些地方厚達數厘米。昆士蘭州州長安娜·比利認為由洩漏的覆蓋面和深度顯示船員低估漏油量。

## 後續
衛生官員及醫護人員希望哈米甚帶來的雨水，可以讓當地的登革熱疫情有所緩和，然而昆士蘭沿海只有很少地區下大雨，從而令疫情持續發展。隨著天氣在3月10日轉而穩定，救援隊重新開始搜尋三名失踪漁民。在第二次嘗試救援中，發現其中一名漁民生還。該名漁民獨自一人在昆士蘭耶蓬東北約259公里的大浪中被尋回。救援人員之所以能夠找到該名漁民，全因他打開了原本以為是一根棍子的緊急位置指示無線電信標。該裝置讓救援人員確定這漁民的位置，不過據說另外兩名漁民並沒有該裝置。某團體在3月16日為這兩名失蹤漁民舉行追悼會，沒有開放公眾參與。約有200名認識兩名漁民的人參加此儀式，並在紀念册上簽名。
漏油事件發生後，昆士蘭州州長安娜·比利宣布兩個島嶼和陽光海岸的部分地區為災區。據報導，由於油污不斷擴散，清理工作每天至少要花費10萬美元，並需要持續一周以上。負責貨船太平洋冒險者號的總公司太古集團可能面臨150萬美元的罰款。當局目前已派出多支搜索隊前往漏油區，試圖尋找31個集裝箱中可能存在的爆炸物。媒體報導指出，如果硝酸銨與重油混合，可能會點燃硝酸銨，引起大爆炸。如果化學物質沒有與燃料發生反應，但仍然洩漏出海面，海洋生物可能會受到海藻類生物大量繁殖的威脅。一隊由88人組成的小組派去協清理油漬，預計再有58人將在隨後幾天內加入。在莫爾頓島上，共有290人正在清理油污，其中大部分人集中在米德爾克里克與莫瑞頓角。儘管有數百人在清理洩漏物，但平均每天清理的面積只有一平方公里。直到2009年5月，莫爾頓島的油污最終清理完成。清理工作由2,500人進行，合共清除了大約3,000噸受污染的沙泥。
據估計，清理莫爾頓島共花費500萬澳元（320萬美元）。就本次漏油事件，太古輪船公司被追加罰款2.486億澳元（1.635億美元）。2010年7日，太平洋冒險者號船長因在沿海水域棄油而被起訴。鑑於該船在世界範圍內臭名遠播，太古集團作出商業決定，將該貨船由MV Pacific Adventurer改名為MV Pacific Mariner。
2009年6月，哈米甚在南太平洋及東南印度洋氣旋命名表中遭除名，由赫爾曼（Herman）取代。

## 外部連結
- Joint Typhoon Warning Center (JTWC) （页面存档备份，存于）
- Bureau of Meteorology (TCWC's Perth, Darwin & Brisbane) （页面存档备份，存于）